# Joaquim Correia de Araújo

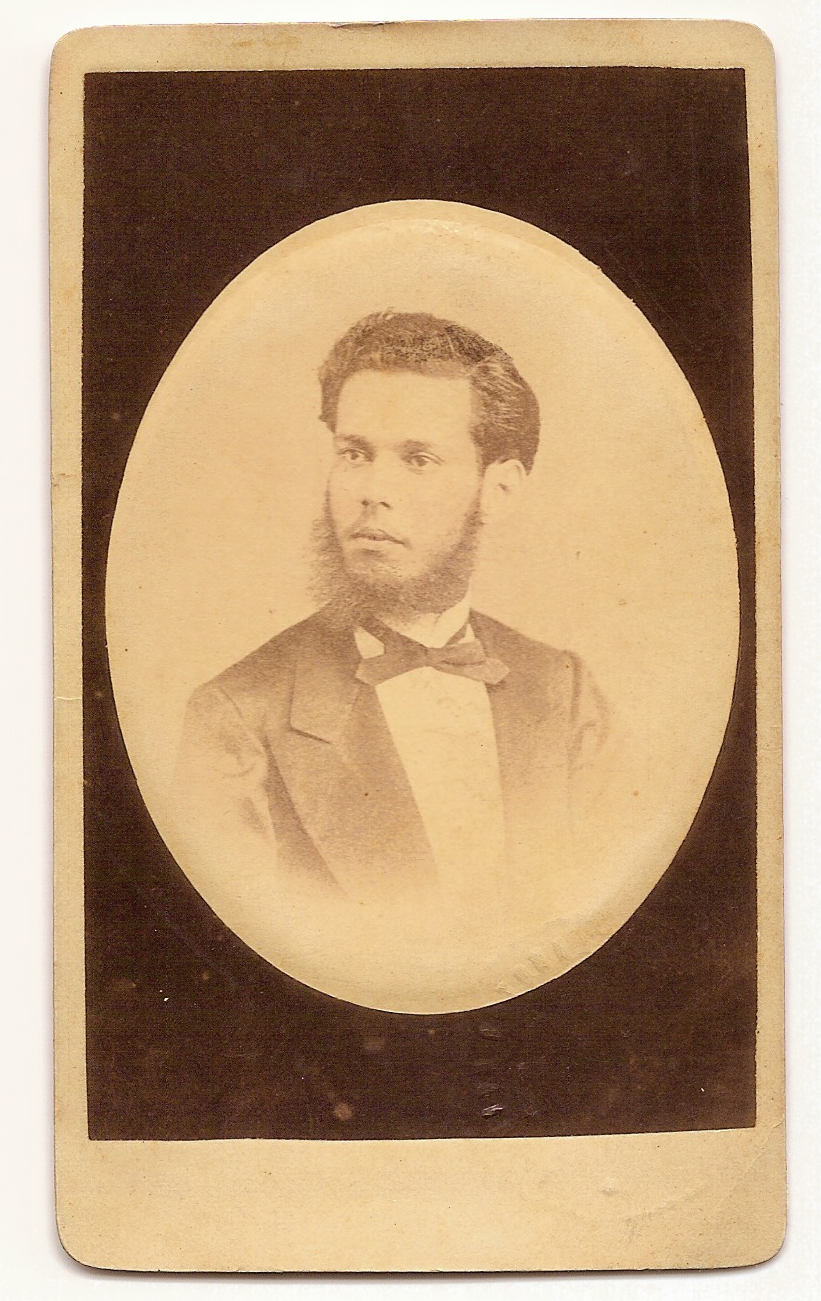
Joaquim Correia de Araújo

Joaquim Correia de Araújo (4 de maio de 1845 — Recife, 8 de abril de 1927) foi doutor em Direito, professor, usineiro e político brasileiro.

## Biografia
Formou-se pela Faculdade de Direito do Recife em 1864, defendendo tese e recebendo o título de doutor em 25 de julho de 1868. Em virtude de concurso, foi nomeado lente da mesma faculdade.
No regime monárquico, ocupou cargo de secretário da presidência da província de Pernambuco no governo do Conde de Baependi, sendo eleito deputado à Assembleia Geral Legislativa em 1875. Já no regime republicano, foi eleito senador federal em 1895.
Em 1896, assumiu o governo do Estado de Pernambuco, renunciando a este cargo dois anos e meses depois, sendo substituído pelo desembargador Sigismundo Antônio Gonçalves, que completou o quatriênio. Foi novamente eleito senador federal em 1900, mandato ao qual também renunciou, cerca de dois anos depois.
Ocupou por muitos anos o cargo de provedor da Santa Casa de Misericórdia do Recife, tendo renunciado ao mesmo ao assumir o governo estadual, em 1896, e retornando em 1922, tendo falecido o comendador José Maria de Andrade, e nele permaneceu até sua morte.
Casou-se duas vezes: a primeira, em 1873, com sua sobrinha Ana dos Anjos Correia de Araújo, falecida em Paris, França, em 20 de março de 1895, e a segunda, em 8 de setembro de 1900, no Recife, com Gasparina Amabília dos Santos, viúva de Pedro Francisco Correia de Araújo, seu sobrinho e irmão de Ana dos Anjos. Não houve descendência de nenhum matrimônio.
Foi agraciado com o título de conde pela Santa Sé.
Faleceu aos 81 anos em sua casa, sita à rua Marquês de Tamandaré, n.º 59, no bairro Poço da Panela. Seu corpo foi sepultado no Cemitério de Santo Amaro.